# حمله به کارگران عرب در قزاقستان
حمله به کارگران عرب در قزاقستان  حادثهٔ حملهٔ صدها کارگر بومی قزاق به کارگران عرب عمدتاً از اتباع لبنان و اردن در میدان نفتی تینگز قزاقستان بود، که پس از اینکه یکی از کارگران عرب در صفحه فیسبوک خود تصویر خاصی از خود همراه با یک دختر قزاق را منتشر کرد، این موضوع خشم کارگرانِ قزاق را برانگیخت و درگیری‌های پس از آن زخمی شدن بیش از ۳۰ نفر را منجر شد.

## اظهارات مقامات حکومتی قزاقستان در رابطه با حادثه
«نورلان نوگایف» استاندار استان «آتیرائو» قزاقستان دلیل مشاجره گروهی بین کارگران داخلی و اعراب را در میدان نفت و گاز «تنگیز» را اختلافات بر سر شرایط کار اعلام کرد؛ او در دیدار با رئیس شرکت «تینگز شورویل» که از میدان نفتیِ تینگز قزاقستان استفاده می‌کند، گفت این مشکل در اصل به دلیل شرایط کاری مختلف پدید آمده‌است و این موضوع یک موضوع سیستمی است و باید توسط ریاست شرکت و همچنین شرکت‌های دیگر فعال حل شود و سرمایه‌گذاران باید لزوم رعایت قوانین کشوری راکه در آن فعالیت می‌کنند، و نیز رعایت ارزش‌های اخلاقی و عدم اهانت به کرامت شخصی را درک کنند.